# 妙経寺庭園
妙経寺庭園（みょうきょうじていえん）は、大分県杵築市南杵築の妙経寺境内にある日本庭園。2003年3月31日に、大分県の名勝に指定されている。

## 概要
江戸時代中期に築造された代表的な築山式枯山水庭園で、平庭の石庭に築山が組み合わされている。築山及び枯滝の石組みや切石橋の造形に特徴がある。切石橋は2本の石桁を突き合わせたせり持ち式で、銘文に作庭年月、施主、作者が刻まれており、淡州（淡路島）の作庭師によって安永4年（1775年）に作られたことが分かっている。江戸時代以前の庭園で、このように作庭年月、施主、作者がそろって明らかな庭園は全国でも数が少ない。
妙経寺は、平安時代末に創建されたと伝えられる古刹で、所蔵の毘沙門天像は大分県の有形文化財に指定されている。

## 交通
- JR九州日豊本線杵築駅からバスで約10分の錦江橋北詰停留所下車。徒歩約10分。